# Santa Creu (Tendrui)
Santa Creu és un paratge del terme municipal de Tremp, a l'antic terme de Gurp de la Conca, al Pallars Jussà.
Està situat al nord-nord-oest del poble de Tendrui i a l'est-sud-est del de Sant Adrià, a l'esquerra del barranc de Tendrui. També queda al sud-oest de la Borda del Cisquet. És just al nord de la Roca de l'Horta.